# Театральный художественно-технический колледж
Театральный художественно-технический колледж (ТХТК) — старейшее средне-специальное театральное учебное заведение города Москвы в системе подготовки специалистов среднего звена для учреждений культуры и искусства.

## История училища
Училище было основано 20 октября 1931 года по инициативе комсомольской организации Большого театра под названием «Московская школа гримёров».
В 1932 году открылось светотехническое отделение, затем художественно-костюмерное и художественно-бутафорское отделение. Учебное заведение стало называться «Школа театральных художественно-технических кадров». Школа готовила электроосветителей сцены, машинистов-декораторов, бутафоров, гримеров и костюмеров для театров Москвы. Учебные аудитории школы размещались по адресу Никольская дом 8/1 стр. 1. Это было основное здание училища с 1931 по 1964 гг.

Первым директором школы был Яков Федорович Седов. Он руководил школой с 1931 по 1938 гг. Летом 1942 г. он пропал без вести в боях под Ржевом.
В 1938 году школу возглавил Брагилевский Иосиф Эммануилович. В 1940 году он был призван в ряды РККА и участвовал в финской, а затем и в Великой Отечественной войне.
В 1941 г. школа была переименована в «Московское театральное художественно-техническое училище» (МТХТУ). Директором в 1941—1945 годах был Покаржевский Борис Васильевич.
После окончания войны в 1945 году Брагилевский И. Э. проработал директором до 1971 года.
В 1961 году училище получили добавочные площади в невысоком строении в Ветошном переулке дома № 11. Там проходили уроки по скульптуре, рисунку и живописи, лепке, также была бутафорская мастерская. Училищу принадлежал подвал (бывший винный погреб) и весь первый этаж. Мастерские по бутафории ещё долгие годы продолжали оставаться в Ветошном переулке, а позднее переехали на Таганку, в переулок Маяковского.
В 1963 году началось строительство нового здания ТХТУ недалеко от метро Аэропорт, в 1-м Амбулаторном проезде, где колледж находится сейчас. В 1964 году училище переехало в новое здание. Летом 1965 года в училище открылась новая кафедра театральной звукотехники, которую возглавил Емельянов Евгений Дмитриевич, начальник звукоцеха театра им. Е. Вахтангова.
С 1971 по 1975 годы директором была Тимонина Клавдия Дмитриевна.
С 1975 по 1985 год учебным заведением руководила Сухонина Нина Алексеевна, Заслуженный учитель Российской Федерации, преподавательница русского языка и литературы.
С 1985 года по апрель 2008 года училищем руководила Ермакова Галина Ивановна.
В 1995 году закрылась кафедра кинотехники, которая готовила специалистов кинотехнического оборудования и киномехаников.
С мая 2008 года на должность директора был назначен Иванов Александр Константинович, выпускник ТХТУ. В 1999 году ему было присвоено почётное звание «Заслуженный учитель Российской Федерации».
С мая 2011 года по ноябрь 2016 года колледж возглавляла Ольга Игоревна Волпянская, кандидат педагогических наук.
Начиная с 1996 года училище неоднократно меняло своё название. В 1996 году ему был присвоен статус техникума, а спустя три года — статус колледжа. 1 декабря 2004 года колледж был реорганизован путём слияния с Московским профессиональным художественным лицеем анимационной кинематографии № 333 и стал называться ГОУ СПО «Театрально-художественный колледж № 60» (ТХК № 60).
С 2012 по 2014 годы именовался «Театрально-художественный техникум № 60» (ТХТ № 60).
С марта 2014 года техникум был переименован в ГБПОУ города Москвы «Театральный художественно-технический колледж».

## История здания на ул. Радио 6/4
До 1917 года по этому адресу находилась богадельня Воскресенского храма. До середины 1980-х годов в доме располагалось Техническое училище № 38, готовившее, в частности, операторов станков с ЧПУ и радиомонтажников. Затем здесь находилась анимационная студия «Аргус» и при ней — анимационное (мультипликационное) училище.

## Специальности и отделения

### Художественные
- Художественно-костюмерное отделение
- Художественно-гримёрное отделение
- Художественно-бутафорское отделение
- Мультипликация

### Технические
- Техника и технологии аудиовизуальных программ
- Светорежиссура
- Сценическая техника и технологии
- Реклама (специалисты по рекламе)
- Мастер по обработке цифровой информации (операторы электронно-вычислительных и вычислительных машин)

На техническом направлении ТХТК готовят специалистов по свету, звуку, а также оборудованию и декорированию сцены.

## Педагогический состав
С первых лет существования учебного заведения в нём работали специалисты: Н. Н. Сорокин, Л. К. Ушаков, В. А. Крашенинников, Н. В. Вернер, В. М. Лопухин, Е. С. Филиц.
В разное время в Московском театрально-художественном училище преподавали:
- Тройницкий, Сергей Николаевич — крупнейший искусствовед, директор Эрмитажа с 1918—1927 гг.
- Сорокин, Николай Максимович — художник-гримёр Малого театра.
- Витензон, Рашель Ароновна — преподаватель Истории театра, театровед, автор многих учебников по истории русского и зарубежного театра.
- Гольцов, Алексей Мокеевич — художник-гримёр Московского Художественного театра, ветеран ВОВ, Заслуженный работник культуры РФ.
- Поль, Александр Сергеевич — театровед, педагог по истории зарубежной литературы и театра.
- Симолин, Борис Николаевич — режиссёр, искусствовед, преподаватель по истории изобразительного искусства в 1930-60 годы.
- Сирвинт (Шерман) Зинаида Марковна — художник, педагог по рисунку и живописи, стояла у истоков основания костюмерного отделения Училища.
- Подгорский, Олег Владимирович — художник-скульптор, член Союза художников СССР, Ветеран труда, участник ВОВ.
- Тимашпольский, Рувим Маркович — преподаватель бутафорского отделения, ветеран ВОВ, Заслуженный работник культуры РСФСР
- Серёгин, Иван Леонидович — художник
- Кирцер, Юзеф Михайлович — советский художник живописец, Заслуженный учитель школы РСФСР.
- Мартынов, Роман Михайлович — преподаватель на отделении бутафории, участник ВОВ.
- Черток, Александр Абрамович — физик, преподаватель светотехники на отделении ЭСТО, возглавлял кафедру больше 25 лет, Заслуженный учитель школ Российской Федерации, Ветеран труда.
- Гусев Николай Григорьевич — преподаватель электротехники и электрооборудования театра, Заслуженный работник культуры РФ, Ветеран труда, автор многочисленных учебников.
- Гнесина, Евгения Григорьевна — преподаватель истории материальной культуры.
- Галаджева, Галина Григорьевна — искусствовед, художник-технолог по театральному костюму, автор книг и публикаций в журналах.
- Емельянов, Евгений Дмитриевич — основатель отделения «Радиотехника» в Училище.
- Козюренко, Юрий Иванович — инженер-звукотехник, звукорежиссёр, автор учебников по звукотехнике.
- Розанов, Владимир Анатольевич — радиоинженер, преподавал предмет «Акустика» на отделении «Радиотехники».
- Сыромятникова, Ирина Сергеевна — историк моды, искусствовед, художник-гримёр, театральный педагог, преподавала в училище такие предметы как «Грим», «Историю прически» и «Театральный постиж», Заслуженный работник культуры РФ.
- Эйдинова, Ирма Исааковна — преподаватель по истории искусств, автор многих учебников по истории изобразительного искусства.

## Известные выпускники
- Бомштейн, Борис Юрьевич — художник-живописец, сценограф, Заслуженный художник РФ.
- Борунов, Геннадий Фёдорович — русский художник, Заслуженный художник РСФСР.
- Борисов, Сергей Петрович — скульптор, профессор кафедры дизайна рекламы СПбГУПТД
- Бурдонский, Александр Васильевич — режиссёр-постановщик Центрального академического театра Российской армии, Народный артист Российской Федерации.
- Бородин Виктор Григорьевич (1936—2000) — ведущий художник по свету на советском телевидении, ветеран телевидения, трудился с 1959 по 2000 гг. Начинал трудовую деятельность осветителем на Шаболовке, куда пригласил его известный телеоператор Юрий Игнатов. Позже возглавлял цех спецосвещения ТТЦ «Останкино».
- Голиков, Василий Васильевич — советский художник кино, Заслуженный художник РСФСР (1976), Лауреат Государственной премии РСФСР имени братьев Васильевых (1975).
- Дайнеко, Алексей Алексеевич — актёр театра и кино, режиссёр и телеведущий, музыкант.
- Дабижа, Наталья Борисовна — советский-российский режиссёр-мультипликатор и художник-мультипликатор, Заслуженный деятель искусств Российской Федерации (1996).
- Исмагилов, Дамир Гибадрахманович — ведущий художник по свету МХТ им. Чехова, Большого театра, Заслуженный работник культуры Российской Федерации (2002 г.), Заслуженный деятель искусств Российской Федерации (2008), профессор Школы-студии МХАТ.
- Назаров, Геннадий Геннадьевич — советский и российский актёр театра и кино.
- Остроумова, Наталья Николаевна — художник по гриму, доцент кафедры сценографии РАТИ (ГИТИС).
- Платонов, Виктор Леонидович — театральный художник-постановщик, сценограф, Заслуженный художник РФ.
- Ремизов, Анатолий Александрович — сценограф, художник по свету, театральный педагог, Заслуженный работник культуры Российской Федерации (1993 г.).
- Сатаров, Георгий Александрович — российский политический и общественный деятель, аналитик, публицист, политолог, социолог, профессор РАНХиГС, член партии РПР-ПАРНАС.
- Стриженов, Олег Александрович — советский и российский актёр, Народный артист СССР (1988).
- Энке, Наталья Владимировна — советская актриса театра и кино, Заслуженная артистка РСФСР (1976), общественный деятель.
- Юшин, Виктор Иванович — художник-постановщик советского и российского кино, профессор ВГИКа.

## Адреса
- Москва, ул. Радио, д. 6/4 (главное здание) (метро «Курская»).
- Москва, 1-й Амбулаторный проезд, д. 8, стр. 2 (проезд до станций метро «Аэропорт», «Динамо», «Сокол»).
- Москва, ул. Воронцовская, д. 15/10, стр. 7 (метро «Таганская»).